# 尤拉赫奧爾科山
21°44′55″S 66°41′19″W / 21.74861°S 66.68861°W
尤拉赫奧爾科山（Yuraq Urqu），是玻利維亞的山峰，位於該國西南部波托西省的南利佩斯省，處於亞納奧爾科山以北，屬於安第斯山脈的一部分，海拔高度4,504米。